# Ribeirão Preto em Quadrinhos

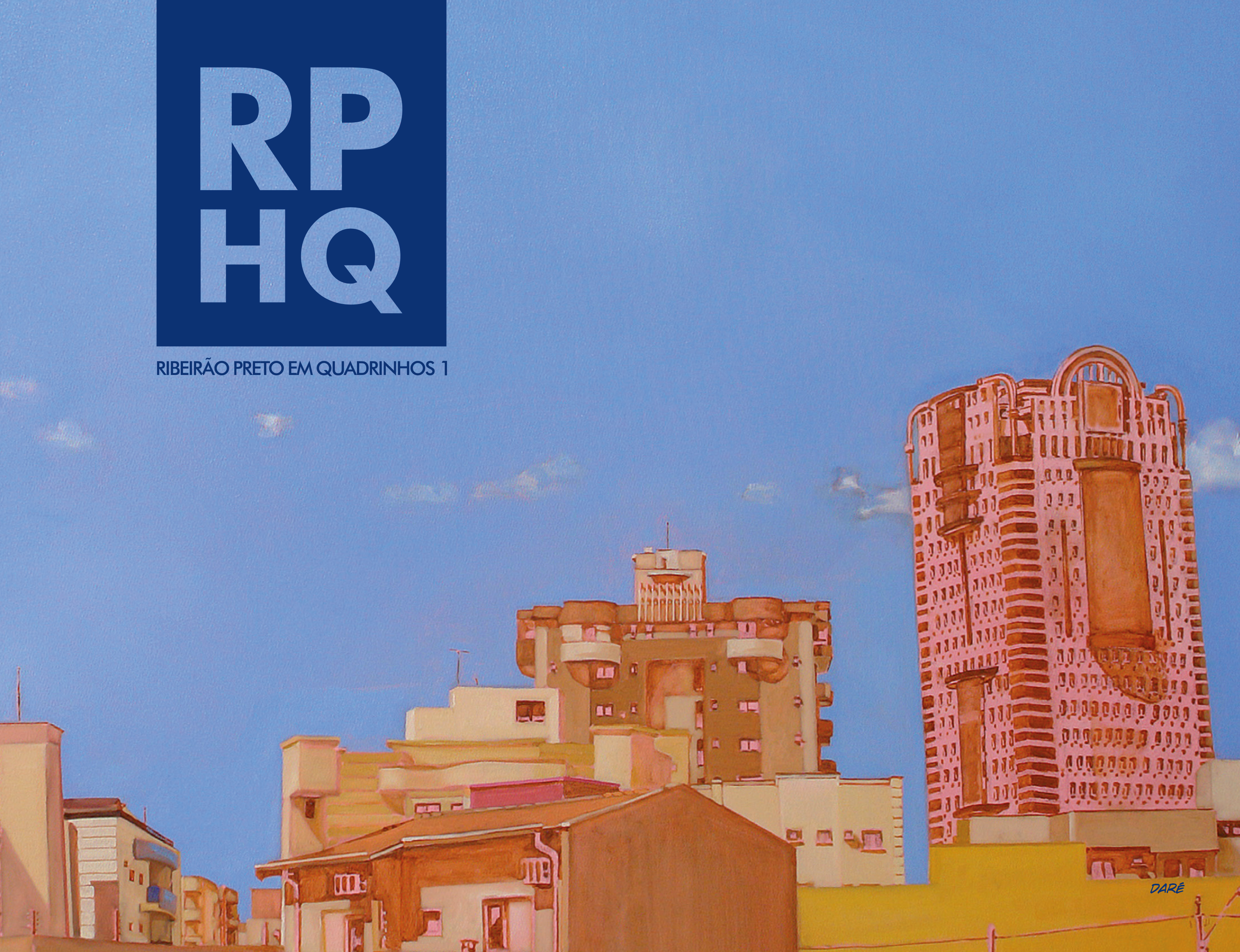
Capa da coletânea RPHQ 01, ilustração de Daré.

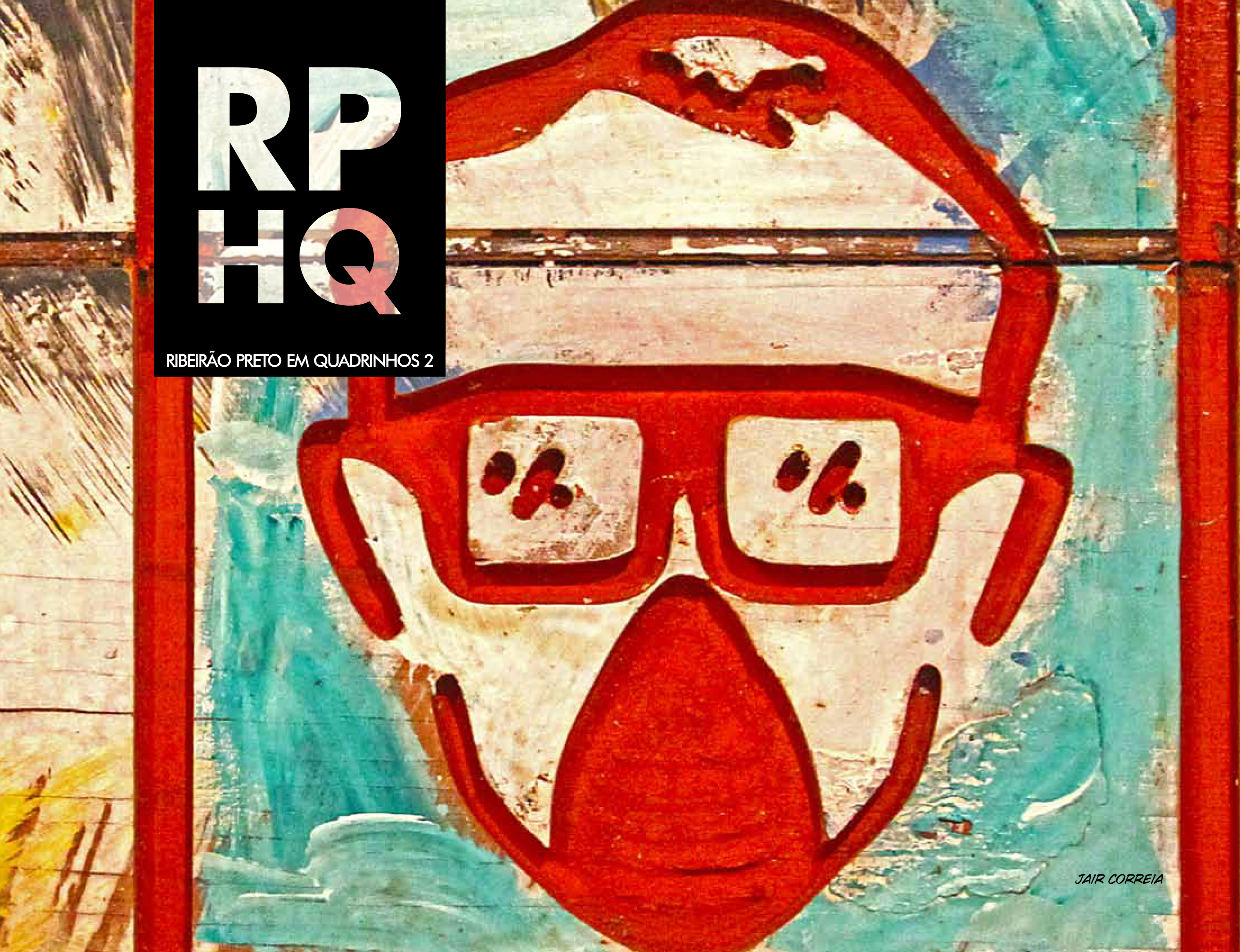
Capa da Coletânea RPHQ 02, ilustração de Jair Correia.

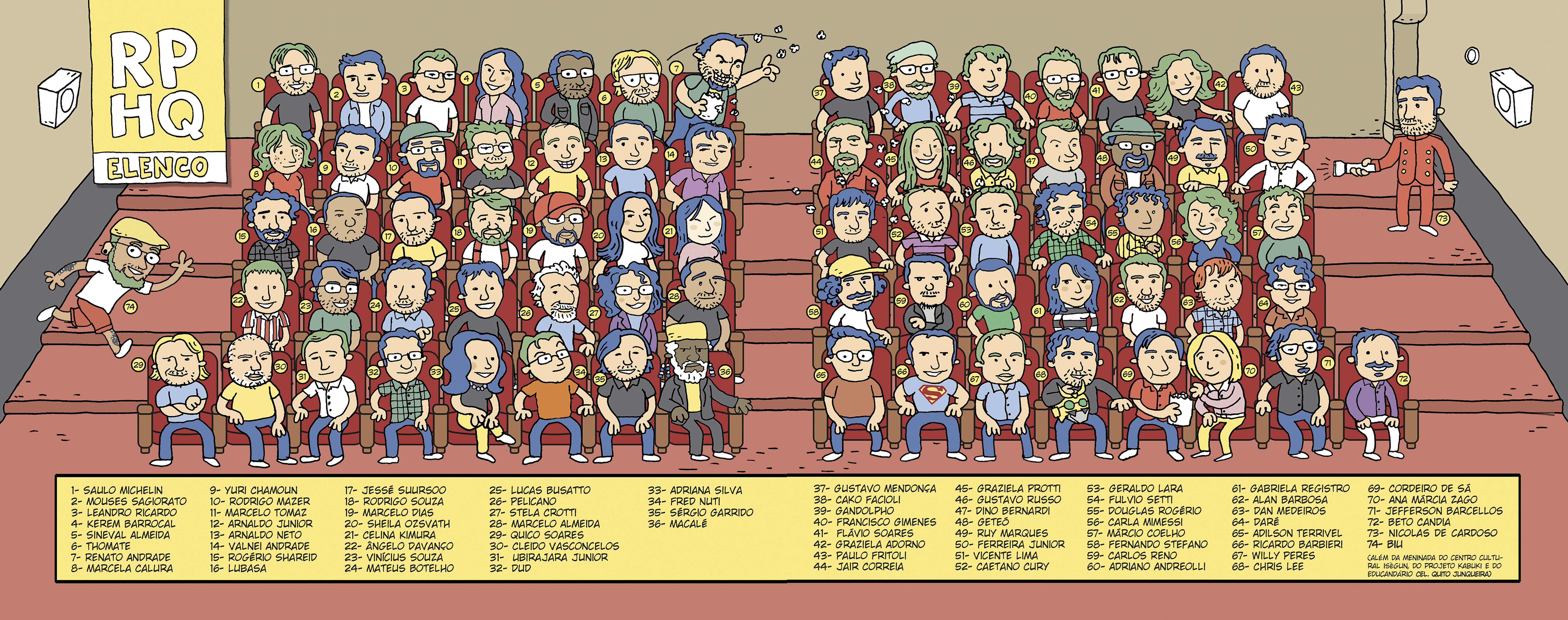
A trupe das 3 coletâneas RPHQ - por Dud

Capa da graphic novel Malu, memórias de uma trans, de Cordeiro de Sá.

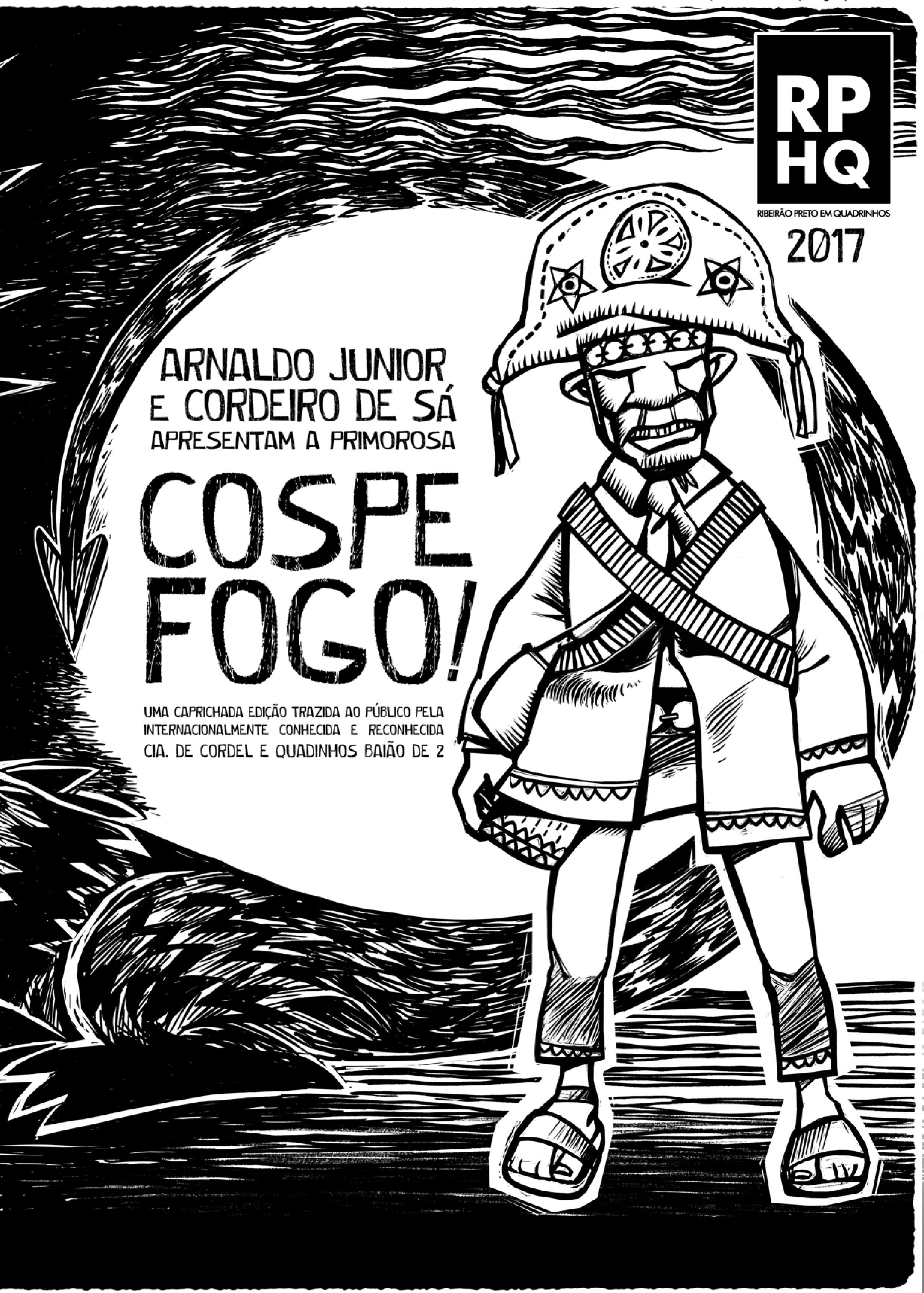
Capa do cordel em quadrinhos Cospe Fogo!, ilustração de Camilo Borges Júnior.

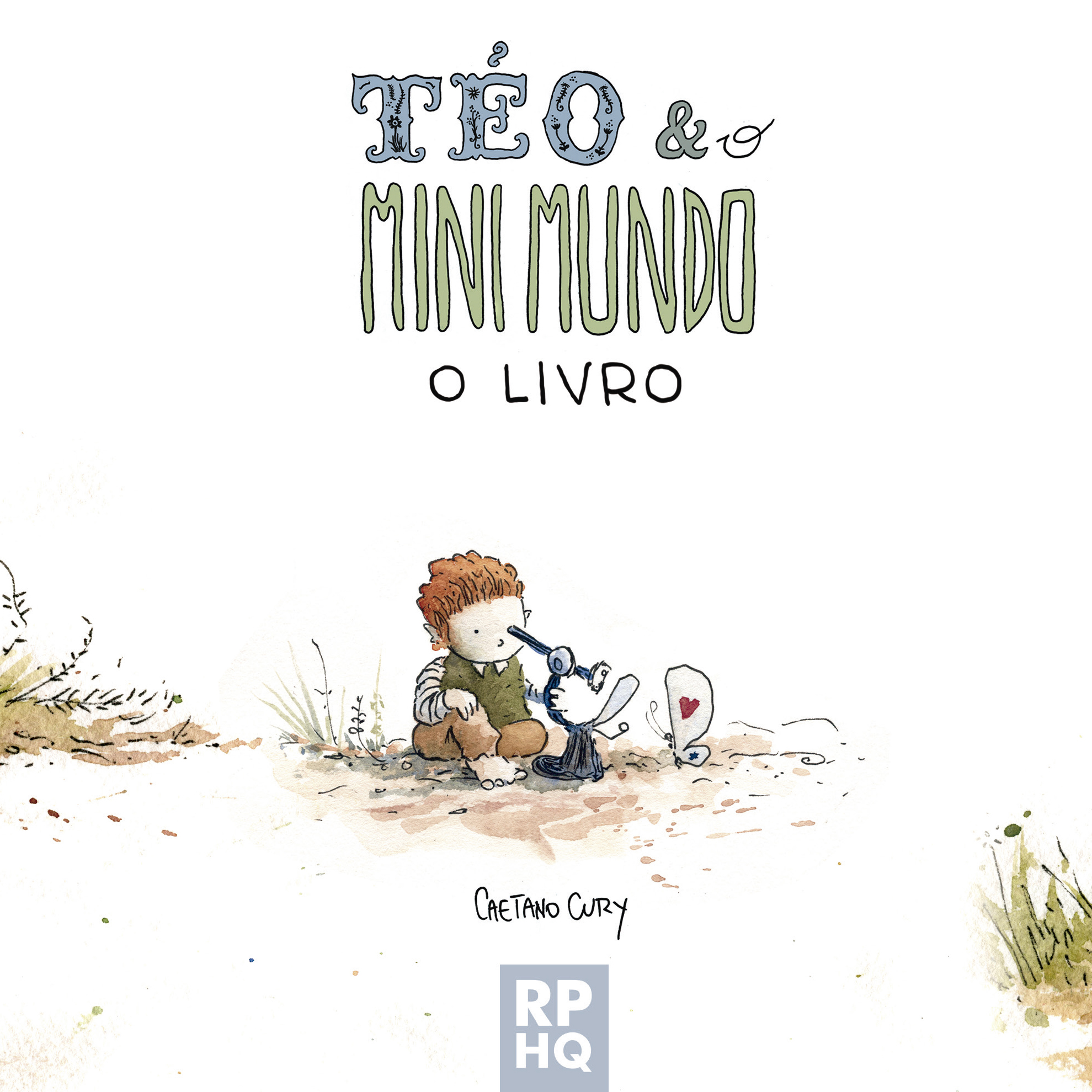
Capa do Livro Téo & o Mini Mundo, de Caetano Cury

Ribeirão Preto em Quadrinhos também conhecido com RPHQ é um selo editorial independente fundado em 2012 na cidade de Ribeirão Preto, São Paulo. Idealizado pelo quadrinista Cordeiro de Sá, o projeto surgiu com o objetivo de criar espaço para publicações e produções autorais no cenário dos quadrinhos independentes, valorizando ao mesmo tempo a identidade cultural local. 
Desde sua criação, a RPHQ já reuniu mais de 100 artistas, roteiristas, ilustradoras e ilustradores da região. Inicialmente, suas obras buscavam retratar personagens, locais e acontecimentos emblemáticos da cidade, mesclando história, memória popular e ficção. Com o tempo, o selo passou a abordar também temas sociais relevantes, como a defesa dos direitos da população LGBTQIAPN+, a situação dos migrantes e a luta contra o racismo. 
Além da publicação de quadrinhos, a RPHQ realiza ações educativas e sociais, como oficinas abertas e eventos culturais gratuitos, frequentemente em parceria com instituições públicas e culturais. 

## Publicações
Sem fins lucrativos, a maioria das publicações da RPHQ foram distribuídas gratuitamente e estão disponíveis para download ou leitura online. Ao longo dos anos, o selo lançou diversas obras que refletem tanto a vida cotidiana da cidade quanto questões sociais contemporâneas. Entre os destaques, estão:
- RPHQ Vol. 1 (2012) – Primeira coletânea com histórias inspiradas em ícones locais como o bloco Os Alegrões, a Biblioteca Sinhá Junqueira, a sorveteria do Geraldo e o Circo do Biriba. Participaram cerca de 30 artistas.
- RPHQ Vol. 2 (2012) – Continuação do projeto, com 29 histórias produzidas por 38 colaboradores, mantendo a proposta de retratar a cidade sob múltiplos pontos de vista.[1]
- RPHQ Vol. 3 (2014) – Com participação de 42 artistas, essa edição consolidou o selo como um movimento coletivo e cultural.
- Malu, Memórias de uma Trans (2014) – Graphic novel escrita por Cordeiro de Sá com consultoria de Ágatha Lima, mulher trans e ativista.[2] A obra foi distribuída gratuitamente no Fórum Social Mundial e recebida formalmente pelo COPRED (Conselho para Prevenir e Eliminar a Discriminação na Cidade do México).
- Cospe Fogo! (2017) – Publicação experimental em formato de cordel em quadrinhos, composta por quatro histórias criadas por Cordeiro de Sá e Arnaldo Júnior, alternando entre roteiro e arte. Conta com capa de Camilo Borges Júnior e participações especiais de Renato Andrade, Analídea Ferri e Andrea Rabello.
- Causos do Chico Lorota (2018) – Coletânea baseada no personagem do humorista Roberto Edson, com roteiro de Gérson Teixeira. Reúne 14 HQs curtas, dois causos ilustrados e entrevistas com 25 artistas envolvidos.[3]
- Téo & o Mini Mundo (2019) – Primeira coletânea das tiras filosóficas e poéticas de Caetano Cury, estreladas pelo menino Téo e a borboleta Eulália. Lançada via financiamento coletivo, com prefácio de Sidney Gusman.
- Minha História nos Quadrinhos (2022) – Biografia de Gérson Teixeira, roteirista com passagens pela Abril Jovem, divisão infantil da Editora Abril  (onde produziu histórias da Disney, Senninha, Luluzinha, Fofão) e Maurício de Sousa Produções. O livro narra sua trajetória profissional e compartilha bastidores e "causos" da indústria de quadrinhos.

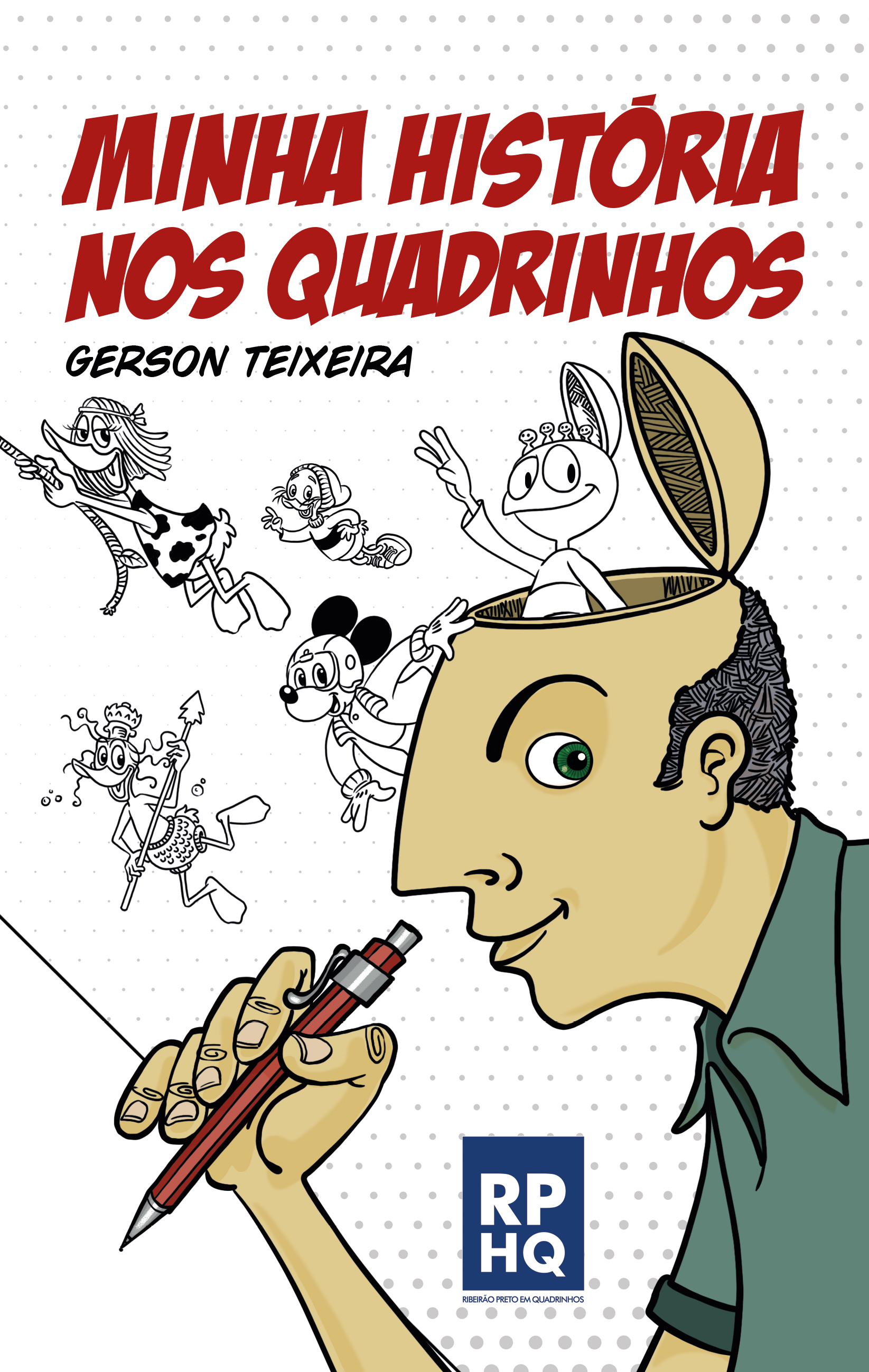
Capa do Livro Minha História nos Quadrinhos, de Gerson Teixeira.

## Outras ações
JuntaGEEK (2017) – festival de cultura geek inspirado nas Comic-Cons, o evento reuniu artistas, fãs e consumidores da cultura pop, com atividades como palestras, oficinas, debates, sessões de autógrafos, exposições de action figures, gibis,videogames, jogos de tabuleiro, RPG, cosplay, K-Pop e Swordplay. O evento contou com a participação de diversos artistas nacionais e teve como objetivo promover a cultura geek na região.

Capa da coletânea Causos do Chico Lorota, ilustração de Paulo Fritoli.

Curta Metragem "A história real do trágico incêndio do Theatro Pedro II" (2014) – filme de curtíssima duração que, com bom humor, levanta a questão das causas duvidosas do incêndio que destruiu grande parte do Theatro Pedro II (1980) e homenageava o levante popular, político e artístico que salvou o cartão postal da cidade.  

## Artistas participantes
- Adiana Silva
- Adilson Terrível
- Ágatha Lima
- Alan Barbosa Alex Soares
- Ana Lídia Ferri
- Ana Márcia Zago
- Andrea Rabello
- Ângelo Davanço
- Arnaldo Junior
- Arnaldo Neto
- Beto Candia
- Bianca Lana
- Bíu
- Caetano Cury
- Cako Facioli
- Carla Mimessi
- Carlos Reno
- Celina Kimura
- Chris Lee
- Cleido Vasconcelos
- Cordeiro de Sá
- Dan Medeiros
- Daré
- Dino Bernardi
- Douglas Rogério
- Dri Andreolli
- Dud
- Felipe Briani
- Fernando Pink Stéfano
- Ferreira Júnior
- Flávio Soares
- Fran Micheli
- Francisco Gimenes
- Fred Nuti
- Fulvio Setti
- Geteó
- Gabriela Registro
- Gandolpho
- Geraldo Lara
- Gerson Teixeira
- Graziela Protti
- Gustavo Mendonça
- Jair Correa
- Jeff Barcellos
- Jessé Suurso
- John Russo
- Jorge Curti
- Karen Fagu
- Kerem Barrocal
- Leandro Ricardo
- Lubasa
- Lucas Busatto
- Luís Menechino
- Macalé
- Marcela Calura
- Marcelo Dias
- Marcelo Tomaz
- Marcio Coelho
- Mateus Botelho
- Mouses Sagiorato
- Nicolas Mendes
- Paulo Fritoli
- Pelicano
- Quico Soares
- Renato Andrade
- Ricardo Lobrinho Barbieri
- Rodrigo Guigo Souza
- Rodrigo Mazer
- Rogério Shareid
- Ruben Francisco Luchetti
- Ruy Marques
- Saulo Michelin
- Sérgio Garrido
- Sheila OZsvath
- Sineval Almeida
- Stela Crotti
- Thomate Larson
- Ubirajara Júnior
- Valnei Andrade
- Vicente Lima
- Vinícius Souza
- Vinil
- Vitor Pandão
- Wellington Zana
- Willy Peres
- Youri Chamoun

## Premiações
As publicações da RPHQ já foram indicadas ao Troféu HQ Mix, principal prêmio brasileiro dedicado aos quadrinhos.